# J. William Fulbright
James William Fulbright (9 de abril de 1905 - 9 de febrero de 1995) fue un renombrado senador de los Estados Unidos, representante de Arkansas. Fulbright fue un demócrata sureño y un firme multilateralista. Apoyó la segregación racial y la creación de las Naciones Unidas y se opuso al Comité de Actividades Antiestadounidenses. También se le recuerda por sus esfuerzos para establecer un programa de intercambio internacional, que más adelante llevó su nombre, las Becas Fulbright. Además Fulbright criticó a la comunidad pro-Israel en los EE. UU. y por esto fue tildado en 1974 de consistentemente inamistoso a Israel y a quienes nos apoyan en este país por la Liga Anti-Difamación (Anti-Defamation League), la principal organización de defensa judía.

## Primeros años
Fulbright nació en Misuri, se graduó en ciencia política en la Universidad de Arkansas en 1925. Posteriormente estudió en Pembroke College, Universidad de Oxford, con una beca Rhodes Scholar, de donde se graduó en 1928. Se recibió de abogado en la Escuela de Leyes de la Universidad George Washington en 1934. Fulbright fue admitido al colegio de abogados (“the bar”) en Washington D. C. y empezó a trabajar como abogado en la división antimonopolio del Departamento de Justicia de los EE. UU.
Desde 1936 a 1939, Fulbright fue docente de leyes en la Universidad de Arkansas. En 1939 fue nombrado presidente, haciéndolo el más joven presidente de una universidad en EE. UU. Permaneció en el cargo hasta 1941. La Escuela de Artes y Ciencias en la Universidad de Arkansas lleva hoy en día su nombre.

## Carrera parlamentaria
En 1942, Fulbright obtuvo un escaño en la Casa de Representantes de los EE. UU., donde permaneció por un mandato. En este tiempo, se hizo miembro del Comité de Asuntos Exteriores. En septiembre de 1942, la Cámara de Representantes adoptó la ‘’Fulbright Resolution’’, que apoyaba las iniciativas internacionales de mantener la paz y animaba a los EE. UU. a participar en lo que se convirtió en las Naciones Unidas. Esto hizo que Fulbright se hiciera conocido. En 1944 fue elegido al Senado, donde permaneció durante cinco mandatos de seis años.
En 1949 Fulbright se hizo miembro del Comité de Relaciones Exteriores del Senado de los Estados Unidos. De 1959 a 1974 fue su presidente y quien permaneció en este cargo por más tiempo.
En su carrera en el Senado hubo casos notables de oposición. En 1954, Fulbright fue el único senador que votó contra la asignación del Subcomité Permanente de Investigaciones (‘’Permanent Subcommittee on Investigations’’), que presidía el senador John McCarthy. McCarthy a su vez se le burlaba, llamándolo ‘Senador Halfbright’ (Juego de palabras, más o menos ‘Senador medio tonto’). En 1961 también objetó vehementemente al Presidente John F. Kennedy acerca de la inminente invasión de la Bahía de Cochinos.
El caso más notorio de la posición de oposición de Fulbright fue su condena pública de las políticas exterior e interior, y su opinión de que el radicalismo de derecha se había incrustado en el ejército de los EE. UU. Esto llevó a que dos senadores conservadores, J.Strom Thurmond y Barry M. Goldwater lo denunciaran. Goldwater, John G. Tower y algunos líderes radicales de la derecha habían anunciado que harían una campaña contra Fulbright en Arkansas, pero fue reelegido. También se descubrió un complot de los Minutemen’’, un grupo extremista, para asesinar a Fulbright.
El 30 de julio de 1961, dos semanas antes de la construcción del muro de Berlín, Fulbright dijo en una entrevista: “No comprendo por qué Alemania Oriental no cierra simplemente su frontera, porque considero que tienen el derecho de cerrarla”. Se ha especulado que el presidente Kennedy pidió a Fulbright hacer esta declaración para indicar al líder soviético Nikita Jrushchov que la construcción del muro de Berlín sería vista como una forma aceptable de distender la crisis de Berlín.
En una declaración al Comité de Relaciones Exteriores del Senado en 1963, Fulbright alegó que 5 millones de dólares de ayuda de los EE. UU. se habían enviado a Israel y éstos se habían reenviado a los EE. UU. para financiar organizaciones que buscaban influir en la opinión pública a favor de Israel. Esta declaración ocasionó fricciones con la comunidad judía en los EE. UU.
El 7 de agosto de 1964, la Cámara Baja (unánimemente) y el Senado (con solo dos votos en contra) aprobaron la Resolución del Golfo de Tonkin (Gulf of Tonkin Resolution), que condujo a una escalada de la Guerra de Vietnam. Fulbright, que votó a favor de la resolución diría más adelante:
“Muchos senadores que aceptaron la Resolución sin cuestionarla, quizá no lo habrían hecho si hubieran previsto que sería interpretada como un visto bueno de parte del Congreso para llevar a cabo una guerra a gran escala en Asia.”
En 1966, Fulbright publicó el libro The Arrogance of Power, en el cual atacaba la justificación de la Guerra de Vietnam, el fracaso del Congreso de ponerle límites y los impulsos que la causaron. Su crítica mordaz socavó el consenso de la élite de que la intervención militar de los EE. UU. en Indochina se debía a la Guerra Fría. Algunos críticos de la política exterior de los EE. UU. sostienen que poco ha cambiado desde que Fulbright escribió su libro y hallan su que su exposición es válida hoy en día.
En su libro, Fulbright ofrece un análisis de la política exterior de los EE. UU.:
A través de nuestra historia, dos corrientes han coexistido incómodamente, una corriente dominante de humanismo democrático y una menor pero perdurable corriente de puritanismo intolerante. Durante años ha habido una tendencia a que predominen la razón y moderación siempre que las cosas van tolerablemente bien o mientras nuestros problemas parecen claros, finitos y manejables. Pero … cuando algún evento o líder de opinión ha enardecido al pueblo a un estado de alta emotividad, nuestro espíritu puritano ha tendido a abrirse paso, llevándonos a ver al mundo de un modo distorsionado a través de la lente del moralismo severo y enfadado.
Fulbright también expuso su oposición a cualquier tendencia de los EE. UU. a intervenir en los asuntos de otros países:
El poder tiende a confundirse con la virtud y una gran nación es particularmente susceptible a la idea de que su poder es un signo de la gracia divina, que le confiere una responsabilidad especial para con otras naciones – hacerlas más ricas y felices y sabias, es decir, reconstruirlas en su propia imagen reluciente. El poder se confunde con la virtud y tiende a considerarse omnipotente. Una vez imbuida con la idea de una misión, una gran nación fácilmente asume que tiene los medios así como el deber de hacer el trabajo de Dios.
Fulbright fue un fuerte partidario del derecho internacional:
El derecho es la base esencial de la estabilidad y el orden tanto dentro de las sociedades, como en las relaciones internacionales. Como un poder conservador, los EE. UU. tienen el interés vital de mantener y expandir el marco del derecho en las relaciones internacionales. Mientras el derecho internacional se observe, esto nos proporcionará estabilidad, orden y nos otorgará los medios para predecir el comportamiento de aquellos con quienes tenemos obligaciones legales recíprocas. Cuando nosotros mismos violamos la ley, por cualquiera sea la ventaja inmediata, fomentamos desorden e inestabilidad y de ese modo hacemos un daño incalculable a nuestros propios intereses a largo plazo.
Fulbright se retiró del Senado en 1974, tras ser derrotado en las primarias demócratas por el entonces gobernador Dale Bumpers. Bumpers recibió considerable apoyo financiero de la comunidad proisraelí, pero no es claro en que medida esto afectó el resultado de la elección.

## Últimos años
Tras dejar el senado, trabajó como consejero en la firma Hogan & Hartson y continuó apoyando activamente el programa de intercambio internacional que lleva su nombre.
Fulbright murió de una apoplejía en 1995 a los 89 años en Washington D. C. y está enterrado en Fayetteville, Arkansas.

## Reconocimientos
Durante los meses de julio y agosto de 2021, se debatió sobre la conveniencia de que la estatua de J. William Fulbright continuara o no en el campus de la Universidad de Arkansas. La universidad fue requerida para retirar la estatua y el nombre de la escuela debido a la oposición de Fulbright a la legislación de integración y derechos civiles en las décadas de 1950 y 1960. El ex rector de la Universidad de Arkansas, Joseph Steinmetz, recomendó quitar la estatua Fulbright. Sin embargo, los legisladores republicanos durante una audiencia le dijeron a Steinmetz que tal medida violaría la nueva ley que protege los monumentos. Finalmente, el consejo universitario aprobó que la estatua de Fulbright seguirá en el campus. Además la propuesta del miembro del consejo, Donald Bobbitt, también pedía mantener el nombre de Fulbright en la facultad de artes y ciencias del campus de Fayetteville (Arkansas). La propuesta pide agregar "una contextualización a la estatua que afirme el compromiso de la Universidad con la igualdad racial y reconozca el complejo legado del senador Fulbright, incluido su historial en asuntos internacionales, legislación de derechos civiles e integración racial".